# Альберто, Элисео
Элисео Альберто (исп. Eliseo Alberto de Diego y García Marruz; род. 10 сентября 1951, Арройо-Наранхо, провинция Гавана, Куба — 31 июля 2011, Мехико) — кубинский писатель.

## Биография
Сын известного поэта Элисео Диего, племянник поэтессы Фины Гарсиа Маррус. Окончил Гаванский университет, где изучал журналистику. Был главным редактором журнала Caimán Barbudo, заместителем главного редактора журнала Cine Cubano. Преподавал в Международной киношколе в Гаване, в Центре подготовки кинематографистов в Мехико и др. С 1990 жил в Мехико, с 2000 — гражданин Мексики.
Скончался в отделении интенсивной терапии от сердечных осложнений после операции по пересадке почки.

## Творчество
Автор нескольких сборников стихов, романов, сценариев игровых и документальных фильмов (среди последних — фильм об отце Четыре времени года Элисео Диего, 1994), книг для детей. В кино не раз сотрудничал с Габриэлем Гарсиа Маркесом.

## Произведения

### Стихотворения
- Importará el trueno (1975)
- Las cosas que yo amo (1977)
- Un instante en cada cosa (1979)

### Романы
- La fogata roja (1983, роман для детей, Национальная премия критики)
- La eternidad por fin comienza un lunes (1992, мемуары; итал. пер. 2004, пол. пер. 2008)
- Informe contra mí mismo (1997, мемуары; нем. пер. 1999)
- Caracol Beach (1998, премия испанского издательства Альфагуара; англ., нем, фр. пер. 2000, фин. и пол. пер. 2001, словен. и кит. пер. 2002)
- La fábula de José (1999, порт. пер. 1999, нем. пер. 2000, англ. и хорв. пер. 2002, фр. и пол. пер. 2003)
- Эстер где-то там,или Роман Лино и Ларри По/ Esther en alguna parte, o El romance de Lino y Larry Po (2005, переизд.: Гавана, 2010; пол. пер. 2006)
- Una noche dentro de la noche (2006)
- El retablo del Conde Eros (2008, англ. пер. 2009, пол. пер. 2011)

### Эссе
- Dos cubalibres (2004, переизд. 2005)
- La vida alcanza: crónicas periodísticas (2010)
- Viento a favor: crónicas periodísticas (2012)

## Признание
Романы переведены на многие языки, включая турецкий и китайский. Лауреат нескольких национальных и международных премий за прозу. За сценарий фильма «Гуантанамера» (1995, реж. Томас Гутьеррес Алеа) получил премию Сообщества киносценаристов Испании.